# Austrolimnophila (Austrolimnophila) multiscripta
Austrolimnophila (Austrolimnophila) multiscripta is een tweevleugelige uit de familie steltmuggen (Limoniidae). De soort komt voor in het Afrotropisch gebied.